# 천안 용화사 석조여래입상
천안 용화사 석조여래입상(天安 龍華寺 石造如來立像)은 대한민국 충청남도 천안시, 용화사에 있는 고려시대의 석불이다. 1976년 1월 8일 충청남도의 유형문화재 제58호로 지정되었다.

## 개요
목천면사무소에서 병천으로 가는 길 왼쪽 산기슭에 있는 불상으로 원통형의 돌을 다듬어 만들었다. 갸름하면서도 복스러운 얼굴에 감은 듯한 눈, 오똑한 콧날, 작고 단정한 입 등이 단아하고 자비로운 인상을 준다. 양 어깨를 감싼 옷은 두꺼워서 신체의 굴곡이 거의 드러나지 않지만, 드러낸 가슴에서부터 무릎 아래까지 U자형의 옷주름을 표현하고 있다. 오른손은 손바닥을 정면으로 하여 손가락이 위로 향하고, 왼손은 손바닥을 정면으로 하여 손가락이 아래로 향한 손모양을 하고 있다.
전체적으로 통일신라시대의 불상양식의 전통을 잘 계승하고 있는 고려시대의 작품이다.

## 현지 안내문
통일신라 말기나 고려 초기에 만들어진 것으로 추정되는 여래입상이다. 여래상이란 불교의 창시자인 석가모니께서 깨달아 부처가 된 모습을 형상화한 것이다.
불상의 조각이 매우 유려하고, 크기가 4m에 이르는 대형이다. 머리는 소발이며 정술리는 둥글고 높다. 양쪽 귀가 크며 코도 오똑하고 눈은 가늘게 표현하였던 것을 후대에 다시 손질한 것 같다. 입은 다물고 작은 편이나 웃음을 머금고 있다. 법의는 양쪽 어깨에서 가슴을 드러내면서 무릎 아래까지 U자형으로 늘어져 있다. 
불상의 주위에는 옛날에 건물이 있었던 것으로 보이는 주춧돌이 여러 개 있다. 이로 미루어 예전에 보호각 내지 전각이 있었던 것으로 추정된다.

## 같이 보기
- 용화사

## 참고 문헌
- 《문화재해설》, 충청남도, 1990년
- 《문화유적총람-사찰편》, 충청남도, 1990년
- 《문화재대관》, 충청남도, 1996년
- 《천안시지》, 천안시, 1997년
- 《충청남도지정문화재해설집》, 충청남도, 2001년

## 참고 자료
- 천안 용화사 석조여래입상 - 국가유산청 국가유산포털